# متعددة حدود غير قابلة للاختزال
في الرياضيات، متعددة حدود غير قابلة للاختزال (بالإنجليزية: Irreducible polynomial)‏ هي متعددة حدود غير ثابتة لا يمكن أن تُعمل إلى جداء متعددتي حدود غير ثابتتين. خاصية قابلية الاختزال من عدمه تتعلق بطبيعة معاملات هذه الحدودية، وبالتحديد، بطبيعة الحقل أو الحلقة الذي تنتمي إليها معاملات الحدودية. على سبيل المثال، x2 − 2 هي متعددة حدود معاملاتها أعداد صحيحة، ولكن بما أن كل عدد صحيح هو أيضا عدد حقيقي، فإنها تصير أيضا متعددةَ حدود بمعاملات حقيقية. هي غير قابلة للاختزال إذا اعتُبرت متعددة حدود بمعاملات صحيحة، ولكنها قابلة لاختزال إذا اعتُبرت متعددة حدود بمعاملات حقيقية كما يلي : {\displaystyle \left(x-{\sqrt {2}}\right)\left(x+{\sqrt {2}}\right)}.
يستنتج إذن أن هذه المتعددة للحدود غير قابلة للاختزال على مجموعة الأعداد الصحيحة وقابلة للاختزال على مجموعة الأعداد الحقيقية.
من خلال المبرهنة الأساسية في الجبر، متعددة حدود أحادية المتغير هي غير قابلة للاختزال بشكل مطلق إذا وفقط إذا درجتها تساوي الواحد.
تظهر متعددات الحدود بشكل طبيعي خلال دراسة تعميل متعددات الحدود والامتدادات الجبرية للحقول.

## أمثلة
{\displaystyle {\begin{aligned}p_{1}(x)&=x^{2}+4x+4\,={(x+2)(x+2)}\\p_{2}(x)&=x^{2}-4\,={(x-2)(x+2)}\\p_{3}(x)&=9x^{2}-3\,=3\left(3x^{2}-1\right)\,=3\left(x{\sqrt {3}}-1\right)\left(x{\sqrt {3}}+1\right)\\p_{4}(x)&=x^{2}-{\frac {4}{9}}\,=\left(x-{\frac {2}{3}}\right)\left(x+{\frac {2}{3}}\right)\\p_{5}(x)&=x^{2}-2\,=\left(x-{\sqrt {2}}\right)\left(x+{\sqrt {2}}\right)\\p_{6}(x)&=x^{2}+1\,={(x-i)(x+i)}\end{aligned}}}

## على مجموعة الأعداد المركبة
على حقل الأعداد العقدية، وبشكل عام على حقل مغلق جبريا، متعددة حدود أحادية المتغير هي غير قابلة للاختزال إذا وفقط إذا كانت من الدرجة الأولى. تُعرف هذه الحقيقة باسم المبرهنة الأساسية في الجبر في حالة الأعداد المركبة، وأكثر عموما، هي الشرط الأساسي من أجل أن يكون حقلٌ ما مغلقا جبريا.
{\displaystyle a\left(x-z_{1}\right)\cdots \left(x-z_{n}\right)}
هناك متعددات حدود متعددات المتغيرات من أي درجة، معرفةً على الأعداد المركبة، لسن قابلات للاختزال. على سبيل المثال، متعددة الحدود
{\displaystyle x^{n}+y^{n}-1,}
والتي تعرِّف منحنى فيرما هي متعدد حدود غير قابلة للاختزال مهما كانت قيمة العدد الطبيعي n.

## على مجموعة الأعداد الحقيقية
على حقل الأعداد الحقيقية، متعددة حدود أحادية المتغير غير قابلة للاختزال هي من الدرجة الأولى أو الثانية على الأكثر.

## امتداد الحقول
انظر إلى امتداد الحقول وإلى متعددة حدود واحدية المدخل وإلى متعددة الحدود الدنيا (نظرية الحقول) وإلى مثالي (نظرية الحلقات).